# Дамы Булонского леса
«Дамы Булонского леса» (фр. Les Dames du Bois de Boulogne) — чёрно-белая мелодрама французского режиссёра Робера Брессона. Современная адаптация романа «Жак-фаталист» (фр. Jacques le fataliste, 1773) французского писателя и философа Дени Дидро. Премьера фильма состоялась 21 сентября 1945 года.

## Сюжет
Понимая, что её любовник Жан охладел к ней, Элен Ла Помере, дама из высшего общества, из мести знакомит его с бывшей проституткой Аньес. После свадьбы Жана и Аньес она рассказывает новобрачному о тёмном прошлом его молодой жены.

## В ролях
- Мария Казарес — Элен Ла Помере
- Поль Бернар — Жан
- Элина Лабурдетт — Аньес
- Люсьен Богаэр — мадам Д.
- Жан Марша — Жак
- Марсель Рузе
- Бернар Ла Жарриж
- Иветт Этьеван — служанка
- Бланшетт Брюнуа — эпизод (нет в титрах)
- Жиль Кеан — эпизод (нет в титрах)
- Люси Ланси
- Николь Рейно
- Эмма Лионель
- Маргарита де Морлей

## Съёмочная группа
- Режиссёр-постановщик: Робер Брессон
- Авторы сценария: Робер Брессон, Жан Кокто (диалоги)
- Оператор: Филипп Агостини
- Композитор: Жан-Жак Грюненвальд
- Продюсер: Рауль Плоквин
- Монтажёр: Жан Фейте
- Художники-постановщики: Макс Дуи, Робер Лаваль
- Художники по костюмам: Гре (нет в титрах), Скьяпарелли (нет в титрах)
- Звукорежиссёры: Робер Ивонне, Люсьен Легран, Рене Луже

### Рецензии
- Amour et preuves d’amour Архивная копия от 20 февраля 2018 на Wayback Machine
- Barış Saydam Архивная копия от 20 февраля 2018 на Wayback Machine
- Review by Fernando F. Croce Архивная копия от 10 декабря 2017 на Wayback Machine
- Review by Jeffrey M. Anderson Архивная копия от 20 февраля 2018 на Wayback Machine
- The Robert Bresson movie in your head Архивная копия от 20 февраля 2018 на Wayback Machine
- The Best Old Movies on a Big Screen This Week: NYC Repertory Cinema Picks, November 25-December 1
- CRUCIAL VIEWING Архивная копия от 19 февраля 2018 на Wayback Machine
- Review by Stefan Schädler
- http://www.shoestring.org/mmi_revs/lesdamesduboisd-ms-296524492.html Архивная копия от 21 февраля 2018 на Wayback Machine Review by Moira Sullivan]
- Review by Matt Bailey Архивная копия от 20 февраля 2018 на Wayback Machine